# Alexander Vyssotsky
Pour les articles homonymes, voir Vyssotski (homonymie).
Alexander Vyssotsky (en russe : Алекса́ндр Никола́евич Высо́тский, Aleksandr Nikolaïevitch Vyssotski ; 23 mai 1888 – 31 décembre 1973) était un astronome russo-américain. Vyssotsky est né à Moscou en Russie impériale et obtient son diplôme de maîtrise à l'université d'État de Moscou.
Durant ses 35 ans passés à l'observatoire McCormick de l'université de Virginie, il publia de nombreux travaux. Son travail le plus célèbre est un catalogue contenant cinq listes d'étoiles intitulé Dwarf M Stars Found Spectrophotometrically (étoiles naines de type M trouvées par spectro-photométrie). Ce travail était important parce qu'il s'agissait de la première liste d'étoiles proches identifiées non pas par leur mouvement sur le fond du ciel, mais par leurs caractéristiques spectroscopiques intrinsèques. Jusqu'à cette époque, la plupart des étoiles proches avaient été identifiées par leurs mouvements propres élevés ; cependant, toutes les étoiles proches du Soleil n'ont pas un mouvement propre élevé, et ce critère de sélection causait un biais dans les études avant la publication du catalogue de Vyssotsky. Le relevé de Vyssotsky fut réalisé à l'observatoire McCormick à l'aide d'un astrographe de Cook de 10 pouces, donné par la Carnegie Institution et modifié par J. W. Fecker. Il était utilisé avec un prisme objectif, ce qui permettrait de prendre le spectre de toutes les étoiles présentes dans le champ de visée en même temps. Les spectres permirent à Vyssotsky et à d'autres chercheurs de classer les étoiles selon leur température de surface et leur gravité, et d'identifier des milliers d'étoiles naines de type M (qui étaient intrinsèquement peu lumineuses, et devaient donc être proches pour être visibles avec l'astrographe de 10 pouces).
En 1929, il épousa sa collègue astronome Emma T. R. Williams, originaire de Philadelphie. Elle fut sa collaboratrice scientifique durant toute sa carrière. Ils eurent un fils, Victor A. Vyssotsky (mathématicien et informaticien), qui fut impliqué dans le projet Multics et créa le jeu sur ordinateur Darwin. Alexander Vyssotsky mourut à Winter Park en Floride.
L'astéroïde (1600) Vyssotsky a été nommé en son honneur.